# Marian Hill
I Marian Hill sono un duo musicale statunitense formatosi a Filadelfia nel 2013.
Il duo è formato dal compositore e musicista Jeremy Lloyd e la cantante Samantha Gongol e il loro nome, deriva da due personaggi del musical The Music Man: Marian Paroo e Harold Hill.

## Storia del gruppo
Il gruppo debutta nel panorama musicale con il loro EP Play nel 2013, creato con la collaborazione del jazzista Steve Davit. Due anni dopo, annuncia la disponibilità di un nuovo progetto, Sway. Il New York Times ha pubblicato una recensione del duo, comparandolo ad altri influenti gruppi di musica elettronica e R&B.
A settembre del 2015 avviene il loro debutto televisivo presso il noto The Late Late Show with James Corden e a dicembre dello stesso anno la loro traccia One Time, che è presente in entrambi gli EP d'esordio del gruppo, penetra entro le quaranta posizioni della classifica alternativa statunitense dei singoli. Durante il 2016 il gruppo ha rilasciato quattro singoli precedenti al loro primo album, Act One, che è stato pubblicato il 24 giugno 2016. L'8 dicembre 2016, esce il loro singolo Back to Me in collaborazione con la cantante delle Fifth Harmony, Lauren Jauregui.
Il 14 gennaio 2017, partecipano ad uno spot della Apple, che pubblicizza i nuovi auricolari AirPods, con la loro canzone Down, insieme a Lil Buck. Ed è proprio in questo periodo che Down viene portata al successo internazionale, collocandosi al ventunesimo posto della classifica statunitense dei singoli.

## Discografia

### Album in studio
- 2016 – Act One
- 2018 – Unusual
- 2022 – Why Can't We Just Pretend?

### EP
- 2013 – Play
- 2015 – Sway
- 2020 – Was It Not

### Singoli
- 2015 – One Time
- 2016 – Down
- 2016 – I Know Why
- 2016 – Mistaken
- 2016 – Back to Me (con Lauren Jauregui)
- 2018 – Subtle Things
- 2019 – Take a Numbre (feat. Dounia)
- 2019 – Like U Do
- 2020 – Was It Not
- 2020 – Bonjour (feat. Roman Kouder)
- 2021 – Ooo That's My Type (feat. Yung Baby Tate)
- 2021 – OMG

### Remix
- 2014 – Sweet Ophelia di Zella Day
- 2014 – Human di Aquilo
- 2015 – Earned It di The Weeknd
- 2016 – Rain Dance di Milk & Whisky
- 2016 – Do You Miss Me at All di Bridgit Mendler
- 2017 - Electric di Alina Baraz feat. Khalid
- 2017 - Bellyache di Billie Eilish
- 2018 - Curious di Hayley Kiyoko
- 2018 - Same Soul di PVRIS feat. Jaymes Young
- 2019 - Sue Me di Sabrina Carpenter
- 2019 - I Lost a Friend di Finneas O'Connell
- 2019 - If the World Was Ending di JP Saxe
- 2020 - Rewind di Absofacto